# 啓発会
啓発会（けいはつかい）とは、1918年（大正7年）東京に留学していた台湾人留学生により結成された政治結社の一つである。

## 背景
台湾人の日本留学は1901年頃からはじまり、年々増加し、1915年（大正4年）には300余名、1922年（大正11年）には、2400余名と激増している。彼らは、辛亥革命やロシア革命に影響を受けるとともに、当時の大正デモクラシーの影響も受けていた。そのため1910年後半から、東京に留学している台湾人留学生は、次第に結集し、種々の思想的な交流活動を行うようになってきた。

## 結成
このような背景の中、1918年（大正7年）、東京に留学していた蔡培火の奔走で、「台湾人は、如何なる形態に依って解放され、現在の桎梏から解放されるか」を研究することを目的として、「啓発会」が発足した。当時東京の台湾人留学生の間でもっとも関心がもたれていたのは、六三法撤廃問題であった。1896年（明治29年）3月30日公布された、「台湾ニ施行スヘキ法令ニ関スル法律」明治29年法律第63号、いわゆる「六三法」は、台湾総督に法律と同等の効力を持つ命令を発布する特権を与えており、帝国議会の立法権を行政官にすぎない台湾総督に委任していた。「六三法」は、台湾総督による台湾の「特別統治」の根拠となっていたのである。「啓発会」は、この「六三法」の撤廃運動を契機とする。主なメンバーには、羅萬俥、王敏川、黄呈聡、呉三連、荘垂勝および林攀龍らがいた。

## 同会の解散と影響
同会は、人事上のいさかいと資金の不足から、成立まもない翌1919年（大正8年）には解散したが、1919年（大正9年）に成立する「新民会」の基礎となった。

本会を含む日本統治下の台湾人による政治・社会文化活動について